# 破衫汉战争
破衫汉战争（葡萄牙語：Guerra dos Farrapos），又称破衫汉革命（Revolução Farroupilha），是1835年在巴西南部的南里约格兰德省（今南里奥格兰德州）发生的一场共和主义起义。起义者建立了里奥-格兰德共和国。起义由本托·贡萨尔维斯·达·席尔瓦将军和安东尼奥·德·索萨·内托将军领导，并得到了意大利战士朱塞佩·加里波第的支持。战争在1845年双方签署“蓬乔韦尔德条约”后结束。
随着时间的推移，这场革命逐渐带有分离主义的性质，并影响了全国各地的分离主义运动，例如1842年圣保罗、里约热内卢和米纳斯吉拉斯的自由派叛乱，以及1837年巴伊亚的萨比纳达起义。
这场革命受到刚结束的西斯普拉廷战争的启发，并与乌拉圭领导人以及阿根廷独立省份（如科连特斯和圣菲）保持联系。它甚至扩展到了巴西海岸的拉古纳，并宣布成立胡利亚纳共和国，此外还扩展到圣卡塔琳娜高原的拉热斯地区。
废除奴隶制是法尔拉普斯运动的其中一个诉求。在破衫汉战争期间，许多奴隶组织了军队，其中最著名的是黑枪骑兵队，但在1844年的一次突袭中遭到歼灭，该事件被称为“波龙戈斯屠杀”。